# Natalie Clifford Barney
Natalie Clifford Barney (Dayton, 31 de outubro de 1876 — Paris,  2 de fevereiro de 1972) foi uma dramaturga, poetisa e romancista estadunidense que viveu em Paris.
O salão literário de Barney, realizado em sua residência na margem esquerda de Paris por mais de sessenta anos, reuniu escritores e artistas de todo o mundo, incluindo figuras de destaque na literatura francesa, assim como modernistas estadunidenses e britânicos da geração perdida. Ela trabalhou para promover as escritoras, criando uma Academia Feminina, em resposta à predominância de figuras masculinas na Academia Francesa. Além disso, Barney ofereceu apoio e inspiração para autores masculinos como Remy de Gourmont e Truman Capote.
Barney era abertamente lésbica e começou a publicar poemas de amor endereçados a outras mulheres em 1900, já que considerava o escândalo a "melhor maneira de se livrar do incômodo" (no caso, pretendentes homens). Em seus escritos, ela apoiava o feminismo e o pacifismo, opondo-se à monogamia. Barney teve muitos relacionamentos simultâneos, incluindo romances com a poetisa Renée Vivien e com a dançarina Armen Ohanian, além de um relacionamento de 50 anos com a pintora Romaine Brooks. Sua vida serviu de inspiração para muitos romances, como o best-seller francês Idylle Saphique, de Liane de Pougy, e The Well of Loneliness, de Radclyffe Hall, sem dúvida o romance lésbico mais famoso do século XX.

## Biografia

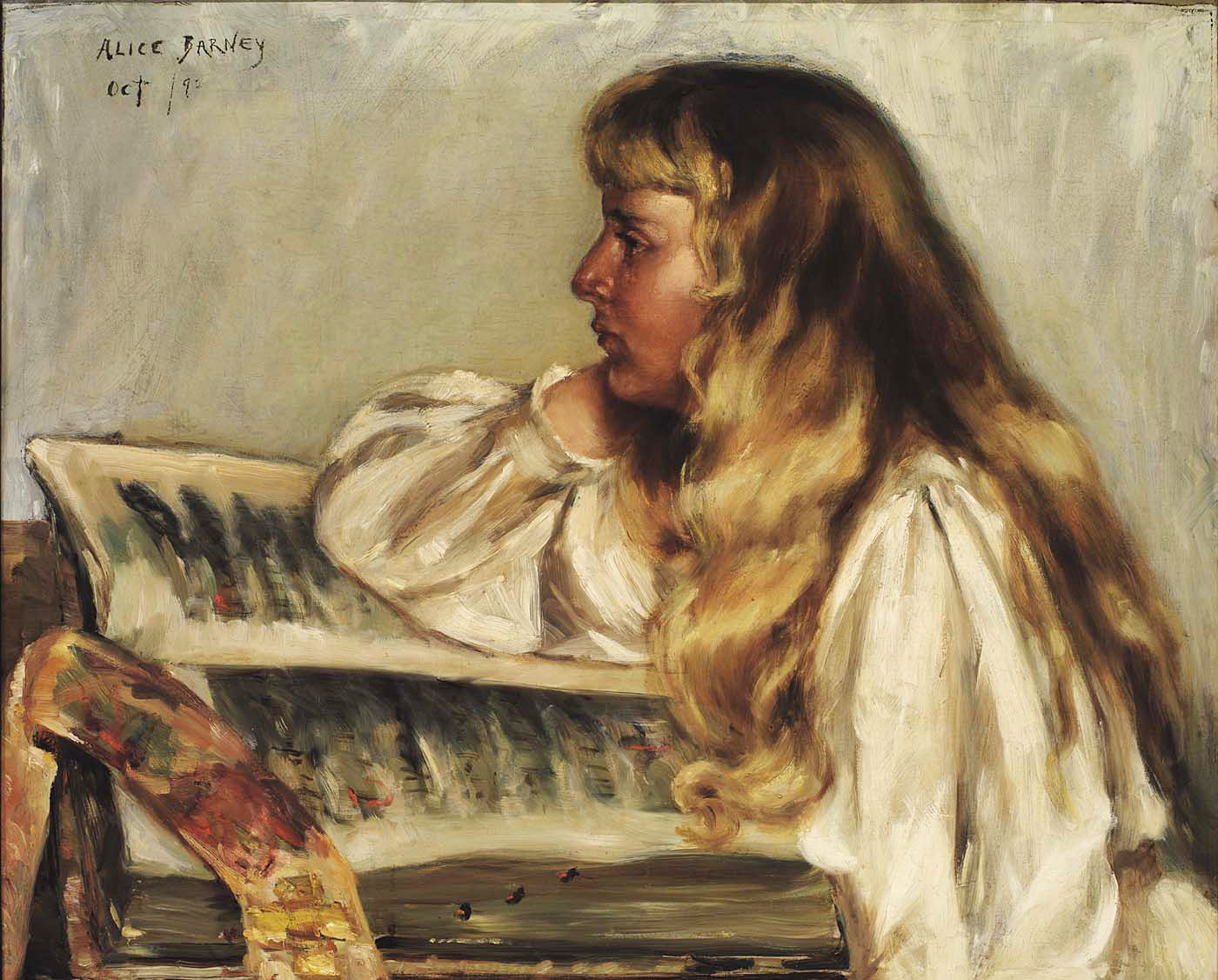
Natalie Barney aos treze anos de idade, pintura de Alice Pike Barney

Natalie Barney nasceu em 1879 em Dayton, Ohio; seus pais eram Albert Clifford Barney e Alice Pike Barney. Seu pai tinha ascendência inglesa e era filho de um rico fabricante de vagões de trem; sua mãe tinha ascendência francesa, holandesa e alemã. Quando Natalie tinha seis anos de idade, sua família passou o verão no Long Beach Hotel, em Nova York, mesmo local onde Oscar Wilde estava dando uma palestra. Enquanto ela passava por ele, correndo com um grupo de meninos, Wilde pegou-a pelo braço, sentou-a em seu colo e começou a contar-lhe uma história. No dia seguinte, ele se juntou a Barney e a sua mãe na praia, sendo que a conversa deles mudou o curso da vida de Alice, que ficou inspirada em se tornar uma artista, apesar da desaprovação de seu marido. Ela seria aluna de Carolus-Duran e James McNeill Whistler. Muitas das pinturas de Alice Pike Barney se encontram atualmente no Museu Smithsonian de Arte, em Washington.
Como muitas meninas de sua época, Natalie Barney teve uma educação casual. Seu interesse pelo francês teve início quando uma governanta começou a ler as histórias de Júlio Verne para ela em voz alta, com o intuito de que ela aprendesse o idioma rapidamente para que pudesse compreender as histórias. Mais tarde, ela e sua irmã mais nova, Laura Clifford Barney, frequentaram o internato de Les Ruches, em Fontainebleau, fundado pela feminista Marie Souvestre e frequentado também por Eleanor Roosevelt. Na fase adulta, ela falava francês fluentemente, sem sotaques, e fez de Paris sua cidade. Quase todas as suas obras publicadas foram escritas em francês.
Quando Barney tinha dez anos de idade, sua família se mudou de Ohio para Washington, D.C., passando os verões na cidade de Bar Harbor, no estado de Maine. Sendo a filha rebelde e pouco convencional de uma das famílias mais ricas da cidade, ela foi muito mencionada nos jornais da capital dos Estados Unidos. Quando tinha em torno de vinte anos de idade, ela foi parar nas manchetes por galopar em Bar Harbor usando uma sela masculina, ao invés da sela lateral então utilizada pelas mulheres.
Barney declarou mais tarde ter conhecimento de que era lésbica desde os 12 anos de idade; ela estava determinada a "viver abertamente, sem esconder nada". Em 1899, depois de ver a cortesã Liane de Pougy num salão de dança em Paris, Barney apresentou-se na residência de Pougy vestida de pajem afirmando ser um "pajem do amor" enviado por Safo. Apesar de Liane ser à época uma das mulheres mais famosas da França,
constantemente procurada por homens ricos, a audácia de Barney lhe encantou. O breve romance das duas serviria de base para o roman à clef escrito por Liane, intitulado Idylle Saphique (Idílio sáfico). Publicado em 1901, o livro tornou-se um dos mais falados de Paris, sendo reimpresso 69 vezes apenas em seu primeiro ano. Àquela altura, no entanto, as duas já haviam se separado após constantes brigas envolvendo o desejo de Barney de "salvar" Liane da vida de cortesã.
Barney contribuiu em um capítulo de Idylle Saphique, onde ela descreve quando se reclinou nos pés de Liane em uma caixa blindada, enquanto assistia Sarah Bernhardt em Hamlet. No intervalo, Barney compara situação de Hamlet com a das mulheres: "O que há para as mulheres que sentem a paixão para a ação quando o destino impiedoso prende-as em correntes? O destino nos fez mulheres num tempo em que a lei dos homens é a única lei que é reconhecida". Ela também escreveu Lettres à une Connue (Cartas a uma conhecida), seu próprio romance epistolar sobre o caso que teve com Liane. Embora Barney não tenha conseguido encontrar um editor para o livro, tendo mais tarde chamado-o de ingênuo e desajeitado, este é notável pela sua discussão da homossexualidade, que Barney considera natural, comparando-a com o albinismo. "Minha homossexualidade", escreveu, "não é um vício, não é deliberada, e não prejudica ninguém".

## Renée Vivien
Em novembro de 1899, Barney conheceu a poetisa Pauline Tarn, mais conhecida pelo pseudônimo de Renée Vivien. Esta sentiu amor à primeira vista por Barney, enquanto Barney ficou fascinada com Vivien depois de ouvi-la recitar um de seus poemas, que ela descreveu como "assombrado pelo desejo de morte". O relacionamento romântico era também um intercâmbio criativo que serviu de inspiração para ambas. Barney forneceu um quadro teórico feminista que Vivien exploraria em sua poesia. Elas adaptaram o imaginário dos poetas simbolistas, assim como as convenções do amor, para descrever o amor entre mulheres, buscando também exemplos de mulheres heróicas da história e da mitologia. Safo foi uma influência muito importante, e elas estudaram grego para poderem ler os fragmentos que restaram de sua poesia no original. Ambas escreveram peças sobre a vida dela.
Vivien via Barney como uma musa inspiradora e, conforme Barney descreveu, "ela havia encontrado uma nova inspiração através de mim, quase sem me conhecer". Barney sentia que Vivien tinha eleito-a uma femme fatale, querendo que ela "se perdesse por completo no sofrimento" pelo bem de sua arte. Vivien também acreditava na fidelidade, algo com o qual Barney não concordava. Enquanto Barney visitava sua família em Washington, D.C. em 1901, Vivien parou de responder às cartas dela. Barney tentou reconquistá-la durante anos, tendo, a determinada altura, persuadido uma amiga, a cantora de ópera Emma Calvé, a cantar sob a janela de Vivien para que ela pudesse jogar um poema (enrolado num buquê de flores) na sacada de Vivien. Tanto as flores quanto o poema foram interceptados e devolvidos por uma governanta.
Em 1904, Barney escreveu Je me souviens (Eu me lembro), um poema em prosa intensamente pessoal sobre o relacionamento, que foi oferecido numa única cópia manuscrita a Vivien, na tentativa de reconquistá-la. Elas reconciliaram-se e viajaram juntas para Lesbos, onde viveram felizes juntas por um curto período de tempo e planejavam abrir uma escola de poesia para mulheres, como a que Safo, segundo a tradição, tinha fundado na mesma ilha cerca de 2.500 anos antes. No entanto, Vivien logo recebeu uma carta de sua amante Hélène (a baronesa de Zuylen de Nyevelt) e viajou para Constantinopla para terminar o relacionamento com ela pessoalmente. Vivien planejava reencontrar Barney em Paris depois que terminasse seu relacionamento com a baronesa mas acabou reatando com Hélène; desta vez, o fim do relacionamento das duas foi permanente.
A saúde de Vivien deteriorou rapidamente após isso. De acordo com Colette, amiga e vizinha de Vivien, ela quase não comia e bebia muito, chegando ao extremo de enxaguar a boca com perfume para esconder o mau hálito causado pela bebida. O relato de Colette levou alguns a chamarem Vivien de anoréxica, mas esse diagnóstico ainda não existia naquela época. Vivien também era viciada no sedativo de hidrato de cloral. Em 1908, ela tentou o suicídio por overdose de láudano e veio a óbito no ano seguinte. Num livro de memórias escrito cinqüenta anos mais tarde, Barney disse: "Ela não pôde ser salva. Sua vida foi um longo suicídio. Tudo virava pó e cinzas em suas mãos".

## Poemas e peças
Em 1900, Barney publicou seu primeiro livro, uma coleção de poemas chamado Quelques Portraits-Sonnets de Femmes (Alguns Retratos-Sonetos de Mulheres). Os poemas foram escritos na forma tradicional da poesia francesa, já que Barney não se importava com o estilo de versos livres. Os poemas foram descritos como "um trabalho de aprendiz", mas através da publicação deles, Barney se tornou a primeira poetisa a escrever abertamente sobre o lesbianismo desde Safo. A mãe de Barney contribuiu com as ilustrações dos poemas, sem saber que três das quatro mulheres que posaram para ela eram amantes de sua filha.
As resenhas foram majoritariamente positivas, e o tema lésbico dos poemas foi encoberto pelos críticos, com alguns até deturpando-o. O jornal Washington Mirror disse que que Barney "escreve odes aos lábios e olhos dos homens; tampouco como uma novata". No entanto, uma manchete num jornal de fofocas da alta sociedade denunciou que "Safo canta em Washington", o que chamou a atenção do pai da autora, que comprou e destruiu todo o estoque e as chapas de impressão da editora.

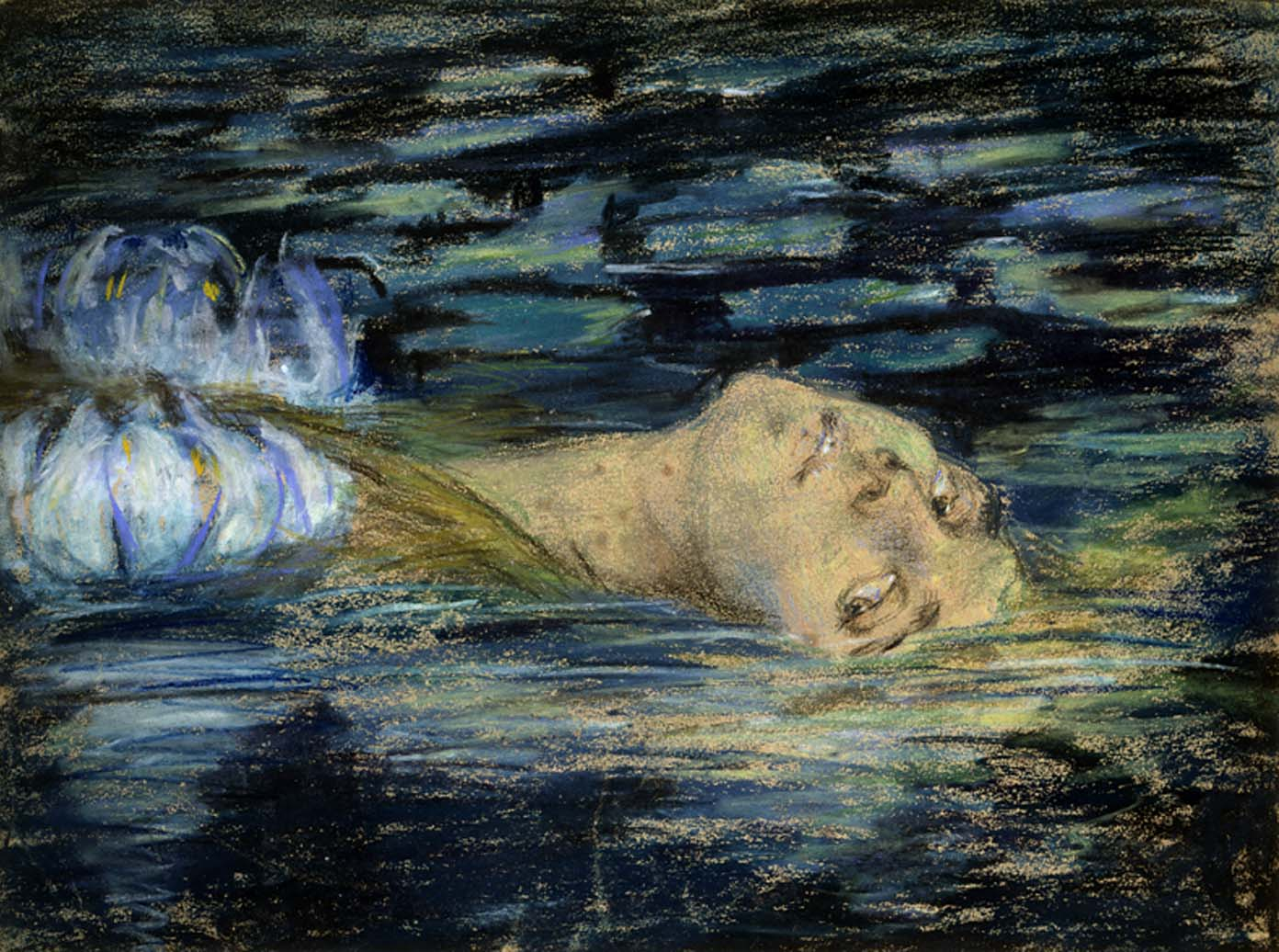
Waterlily, um retrato de Ellen Goin, prima de Barney, que serviu de ilustração para Quelques Portraits-Sonnets de Femmes

Para escapar da influência de seu pai, Barney publicou seu próximo livro, Cinq Petits Dialogues Grecs (Cinco Curtos Diálogos Gregos, 1901) sob o pseudônimo de Tryphé. O nome foi inspirado nas obras de Pierre Louÿs, que ajudou a editar e revisar o manuscrito. Barney dedicou o livro a ele. O primeiro dos diálogos se passa na Grécia Antiga e contém uma longa descrição de Safo, que seria "mais fiel em sua inconstância do que os outros em sua fidelidade". Outro diálogo defende o paganismo como superior ao cristianismo. A morte de seu pai, em 1902, deixou-a com uma fortuna significativa, libertando-a da necessidade de esconder a autoria de seus livros; ela nunca mais usaria um pseudônimo.
Je Me Souviens foi publicado em 1910, após a morte de Vivien. Naquele mesmo ano, Barney publicou Actes et Entr'actes (Atos e Entreatos), uma coleção de peças curtas e poemas. Uma das peças era Equivoque (Equívoco), uma versão revisionista sobre a lenda da morte de Safo: ao invés de se jogar de um penhasco pelo amor não-correspondido do marinheiro Phaon, ela o faz pela tristeza em ver Phaon se casar com a mulher que ama. A peça incorpora citações dos fragmentos de poemas de Safo, com notas de rodapé em grego da própria Barney.
Barney não levava sua poesia a sério como Vivien fazia, declarando: "se eu tinha uma ambição, era a de transformar a minha própria vida num poema". Suas peças eram interpretadas apenas de maneira amadora nos jardins de sua residência. De acordo com a professora de inglês Karla Jay, pioneira dos estudos queer, a maioria delas não tinham tramas coerentes e "provavelmente confundiriam até mesmo o público mais simpático". Após 1910, Barney escreveu principalmente a maioria dos epigramas e das memórias pelas quais se tornaria mais conhecida. Seu último livro de poesia, Poems & Poemes: Autres Alliances, publicado em 1920, reunia poesia romântica em francês e inglês. Barney pediu a Ezra Pound para editar os poemas, mas depois ignorou as recomendações que ele havia feito.

## Salão literário
Por mais de 60 anos, Barney organizou um salão literário, uma reunião semanal onde as pessoas se reuniam para socializar e discutir literatura, arte, música e qualquer outro assunto de interesse. Barney se esforçou para trazer mulheres para o grupo, enquanto reunia também alguns dos escritores homens mais proeminentes de seu tempo. Ela reuniu modernistas expatriados com os membros da Academia Francesa. Joan Schenkar descreveu o salão de Barney como "um lugar onde designações lésbicas e compromissos com os acadêmicos coexistiam numa espécie de dissonância cognitiva alegre, de polinização cruzada".
Na década de 1900, Barney realizou reuniões no salão de sua casa em Neuilly. O divertimento dos convidados incluía leituras de poesia e representações teatrais (onde Colette, por vezes, atuava). Mata Hari realizou uma dança certa vez, galopando pelo jardim como Lady Godiva num cavalo branco enfeitado com turquesa cloisonné.

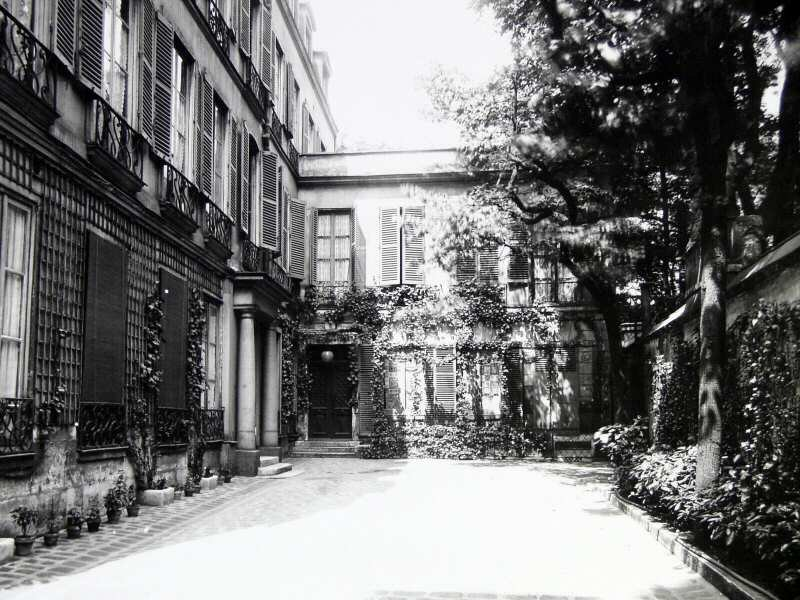
O pavilhão de dois andares no número 20 da Rue Jacob

A peça Equivoque pode ter levado Barney a deixar Neuilly em 1909. De acordo com um artigo de jornal da época, o senhorio dela se opôs à realização de uma de uma peça sobre Safo ao ar livre que, segundo ele, "seguia sua natureza muito de perto". Ela cancelou seu contrato de arrendamento e alugou o pavilhão localizado no número 20 da Rue Jacob, no Quartier Latin de Paris; seu salão literário foi realizado lá até o final dos anos 1960. Trata-se de uma pequena casa de dois andares, separada em três lados do prédio principal da rua. Ao lado do pavilhão havia um jardim grande, coberto com um "Templo da Amizade" dórico comprimido em um canto. Neste novo local, o salão adquiriu um rosto mais formalista, com leituras de poesia e debates, talvez porque Barney tinha sido avisada de que os andares do pavilhão poderiam não suportar bailes de grande porte. Frequentadores habituais durante este período incluíram Pierre Louÿs, Paul Claudel, Philippe Berthelot e o tradutor J.C. Mardrus.
Durante a Primeira Guerra Mundial o salão se tornou um refúgio para aqueles que se opunham à guerra. Henri Barbusse certa vez fez uma leitura de seu romance antiguerra Under Fire e Barney hospedou o Congresso de Mulheres para a Paz na Rue Jacob. Outros visitantes do salão durante a guerra foram Oscar Milosz, Auguste Rodin e o poeta Alan Seeger, no período em que estava de licença da Legião Estrangeira Francesa.

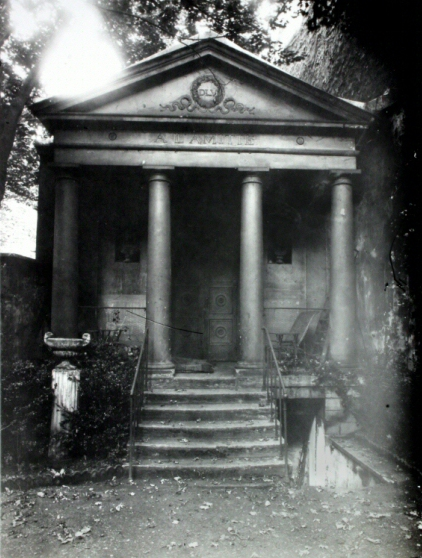
O Templo da Amizade

No início dos anos 1920, Ezra Pound se tornou um amigo próximo de Barney e frequentemente visitava seu salão literário. Os dois planejaram um esquema para subsidiar Paul Valéry e T.S. Eliot, no intuito de que estes pudessem abandonar seus respectivos empregos e se concentrarem na escrita; no entanto, Valéry encontrou outros mecenas e Eliot recusou a oferta. Pound apresentou Barney ao compositor vanguardista George Antheil e, apesar dela preferir música clássica, ela organizou as estreias de Sinfonia para Cinco Instrumentos e Primeiro Quarteto de Cordas, ambas de autoria de Antheil, na Rue Jacob. Foi também no salão de Barney que Pound conheceu sua amante de longa data, a violinista Olga Rudge.
Em 1927, Barney inaugurou uma Académie des Femmes (Academia das Mulheres) para homenagear as escritoras. Isto foi uma resposta à influente Academia Francesa, fundada no século XVII por Luís XIII e cuja lista de 40 "imortais", à época, não incluía nenhuma mulher. Ao contrário da Academia Francesa, a Academia das Mulheres não era uma organização formal, mas uma série de leituras realizadas como parte dos salões das sextas-feiras. Dentre as homenageadas estavam Colette, Gertrude Stein, Anna Wickham, Rachilde, Lucie Delarue-Mardrus, Mina Loy, Djuna Barnes e, postumamente, Renée Vivien.
Outros visitantes do salão durante os anos 20 foram os escritores franceses André Gide, Anatole France, Max Jacob, Louis Aragon e Jean Cocteau, juntamente com os escritores de língua inglesa Ford Madox Ford, W. Somerset Maugham, F. Scott Fitzgerald, Sinclair Lewis, Sherwood Anderson, Thornton Wilder, T.S. Eliot e William Carlos Williams, além do poeta alemão Rainer Maria Rilke, do poeta bengalês Rabindranath Tagore (o primeiro vencedor do Prêmio Nobel originário da Ásia), o diplomata romeno Matila Ghyka, a jornalista Janet Flanner (que definiria o estilo da The New Yorker), a ativista, jornalista e editora Nancy Cunard, os editores Caresse e Harry Crosby, a colecionadora de arte e mecenas Peggy Guggenheim, a dona de livraria Sylvia Beach (que publicou Ulisses de James Joyce), as pintores Tamara de Lempicka e Marie Laurencin e a dançarina Isadora Duncan.
Em seu livro de 1929 Aventures de l'Esprit (Aventuras do Espírito), Barney desenhou um diagrama detalhando os nomes de mais de cem pessoas que participaram de seu salão num mapa de sua casa, do jardim, e do Templo da Amizade. A primeira metade do livro recorda as experiências que ela teve com treze escritores do sexo masculino que ela havia conhecido no salão ou ao longo dos anos, enquanto a segunda metade trouxe um capítulo para cada membro de sua Academia de Mulheres. Esta estrutura, equilibrando os gêneros, não foi respeitada na capa do livro, que listou oito dos escritores do sexo masculino e, em seguida, acrescentou: "... e algumas mulheres" [carece de fontes].
No final da década de 1920, Radclyffe Hall atraiu considerável atenção após seu romance The Well of Loneliness ser banido no Reino Unido. Uma leitura feita pela poetisa Edna St. Vincent Millay lotou o salão em 1932. Numa outra reunião de sexta-feira no salão, na década de 1930, Virgil Thomson cantou Four Saints in Three Acts (Quatro Santos em Três Atos), uma ópera de Virgil Thomson baseada em libreto de Gertrude Stein.
Dos famosos escritores modernistas que passaram um tempo em Paris, Ernest Hemingway nunca fez uma aparição no salão de Barney. James Joyce apareceu uma ou duas vezes, mas não deu muita importância a ele. Marcel Proust nunca participou de uma reunião de sexta-feira, mas foi até o número 20 da Rue Jacob certa vez para conversar com Barney sobre a cultura lésbica, como parte das pesquisas que fez para escrever Em Busca do Tempo Perdido. Sua visita foi adiada várias vezes devido à sua saúde precária e, quando a reunião finalmente ocorreu, ele estava muito nervoso para trazer à tona o assunto que tinha levado-o até lá.

## Epigramas e romances
Éparpillements (Espalhamentos, 1910) foi a primeira coleção de pensées—literalmente, pensamentos—de Barney. Esta forma literária estava associada com a cultura dos salões literários na França desde o século XVII, quando o gênero foi aperfeiçoado no salão de Madame de Sablé. Os pensamentos de Barney, assim como os de Sablé, eram epigramas curtos, muitas vezes, de uma única linha, ou frases de efeito como "Há mais ouvidos malignos do que bocas sujas" e "Estar casado é não estar nem sozinho nem juntos."
Sua carreira literária teve um impulso depois que ela enviou uma cópia de Éparpillements a Remy de Gourmont, um poeta, crítico literário e filósofo francês que se tornou um recluso após contrair lupus vulgaris aos trinta anos de idade. Ele ficou impressionado o suficiente para convidá-la para um dos encontros de domingo em sua casa, onde ele normalmente recebia um pequeno grupo de velhos amigos. Ela foi uma influência de rejuvenescimento na vida dele, persuadindo-o a passear à noite de carro, a jantar na Rue Jacob, a ir a um baile de máscaras, e até mesmo fazer um pequeno cruzeiro no Sena. Ele transformou algumas das conversas de ambos numa série de cartas publicadas na  revista literária Mercure de France, referindo-se a ela como l'Amazon (a amazona); as cartas foram posteriormente transformadas num livro. Ele morreu em 1915, mas o apelido que ele deu a ela ficaria com Barney pelo resto de sua vida—até mesmo a lápide dela identifica-a como "a Amazônia de Remy de Gourmont"—e suas Cartas à Amazona deixou seus leitores curiosos sobre a mulher que havia lhe inspirado.
Barney agradeceu ao amigo em 1920, com Pensées d'une Amazone (Pensamentos de uma Amazona), sua obra mais política. Na primeira seção, "Adversidade Sexual, Guerra, e Feminismo", ela desenvolveu temas feministas e pacifistas, descrevendo a guerra como um "suicídio involuntário e coletivo ordenado pelo homem". Na guerra, ela escreveu, os homens "são pais da morte e as mulheres são mães da vida, com coragem e sem escolha". A forma epigramática torna difícil determinar os pontos de vista de Barney; algumas ideias são apresentadas apenas para serem descartadas, enquanto outras parecem contradizer pensamentos anteriores. Alguns críticos interpretam-na como declarando que a agressão que leva à guerra é visível em todos os relacionamentos masculinos. Karla Jay, no entanto, argumenta que sua filosofia não era tão radical, e que é melhor resumida pelo epigrama "Àqueles que amam a guerra falta o amor de um esporte adequado—a arte de viver".
Outra seção de Pensées d'une Amazone, chamada "Mal-entendido, ou o Processo de Safo", reuniu escritos históricos sobre a homossexualidade, juntamente com os próprios comentários de Barney. Ela também abordou temas como o álcool, a amizade, a velhice e a literatura, escrevendo "Romances são maiores do que a vida" e "O romantismo é uma doença da infância; aqueles que a tiveram jovens são os mais robustos". Um outro volume, Nouvelles Pensées de l'Amazone (Novos Pensamentos da Amazona), foi publicado em 1939.
The One Who is Legion, or A.D.'s After-Life (1930) foi o único livro de Barney escrito inteiramente em inglês, assim como seu único romance. Ilustrado por Romaine Brooks, conta a história de um suicida, conhecido apenas como A.D., que é trazido de volta à vida como um ser hermafrodita e começa a ler sua própria biografia. O livro dentro do livro, intitulado The Love-Lives of A.D., é uma coleção de hinos, poemas e epigramas, que se assemelha aos demais escritos de Barney.

## Principais relacionamentos
Barney praticava e defendia o que hoje se chama de poliamor. Já em 1901, em Cinq Petits Dialogues Grec, ela argumentou em favor de relações múltiplas e contra o ciúme; em Éparpillements, ela escreveu: "Um indivíduo é infiel com aqueles que ama a fim de que seu charme não se torne mero hábito". Enquanto ela mesma tinha crises de ciúme, Barney incentivava pelo menos algumas de suas amantes a serem não-monogâmicas também.
Devido, em parte, à biografia que Jean Chalon escreveu sobre ela, publicada em inglês sob o título de Portrait of a Seductress (Retrato de uma Sedutora), Barney se tornou mais conhecida por seus muitos relacionamentos do que por sua escrita ou do que por seu salão literário. Certa vez, ela escreveu uma lista, dividida em três categorias: ligações, semi-ligações, e aventuras. Colette era uma semi-ligação, enquanto a artista e designer de móveis Eyre de Lanux, com quem ela teve um caso ininterrupto por anos, foi listada como uma aventura. Entre as ligações—relações que ela considerava mais importantes—estavam Olive Custance, Renée Vivien, Elisabeth de Gramont, Romaine Brooks e Dolly Wilde. Destes, os três relacionamentos mais longos foram com Gramont, Brooks, e Wilde; a partir de 1927, ela esteve envolvida com todas as três simultaneamente, uma situação que só terminaria com a morte de Wilde. Seus casos mais curtos, como aqueles com Colette e Lucie Delarue-Mardrus, muitas vezes evoluíram para amizades duradouras.

### Elisabeth de Gramont

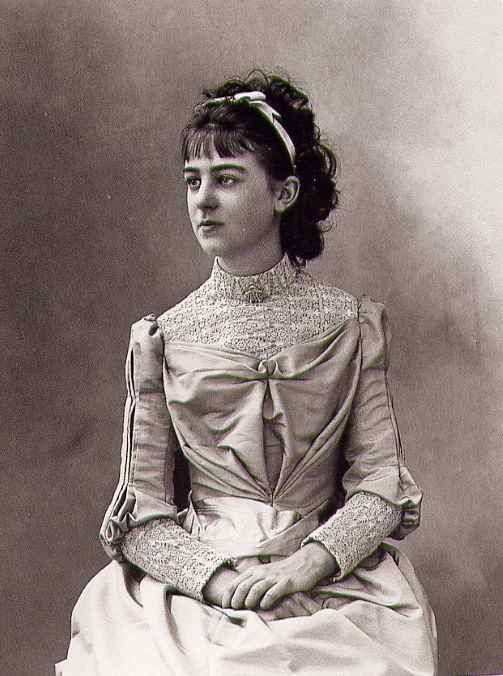
Elisabeth de Gramont em 1889

Elisabeth de Gramont, a duquesa de Clermont-Tonnerre, foi uma escritora famosa por suas memórias. Descendente de Henrique IV de França, ela cresceu entre a aristocracia; quando ela era criança, de acordo com Janet Flanner, "os camponeses em sua fazenda... imploravam-lhe para não limpar os sapatos antes de entrar nas casas deles". Ela olhava para o seu passado nesse mundo de riqueza e privilégio com certo pesar, tendo ficado conhecida como "a duquesa vermelha" por seu apoio ao socialismo. Quando conheceu Natalie Barney, em 1910, ela era casada e tinha duas filhas; seu marido era descrito como violento e tirânico. Eles acabaram se separando e, em 1918, ela e Barney escreveram um contrato de casamento afirmando que "nenhuma união deve ser tão forte como essa união, nem outra parceria tão carinhoso—tampouco nenhum relacionamento tão duradouro".
Gramont aceitou a poligamia de Barney—talvez relutantemente no início—e não ficava no seu caminho para não ser descortesa com as amantes dela, em especial Romaine Brooks, a quem chegou a convidar para um passeio pelo interior da França. O relacionamento delas continuou até a morte de Gramont em 1954.

### Romaine Brooks
O relacionamento mais longo de Barney foi com a pintora americana Romaine Brooks, que ela conheceu em meados de 1914. Brooks tinha como especialidade os retratos, e se destacou por sua paleta sombria de cinza, preto e branco. Durante a década de 1920 ela fez retratos de vários membros do círculo social Barney, incluindo Gramont e a própria Barney.
Brooks tolerava os casos de Barney bem o suficiente para fazer piadas sobre eles, tendo seus próprios casos ao longo dos anos, mas podia tornar-se extremamente ciumenta quando um novo amor de Barney tornava-se sério. Normalmente, ela simplesmente deixava Paris quando isso acontecia, mas a determinada altura ela deu um ultimato a Barney, para que escolhesse entre ela e Dolly Wilde—retornando assim que Barney cedeu. Ao mesmo tempo em que era dedicada a Barney, Brooks não queria viver com ela como um casal; ela não gostava de Paris, desdenhava os amigos de Barney, odiava a socialização constante que Barney desenvolvia e sentia que só era ela mesma quando estava sozinha. Para acomodar a necessidade de Brooks pela solidão, elas construíram uma casa de verão composta de duas alas separadas, unidas por uma sala de jantar, a que chamavam Villa Trait d'Union (Vila Hifenizada). Brooks também passou boa parte de seus anos na Itália ou viajando pelo resto da Europa, longe de Barney. Eles permaneceram dedicadas uma à outra por mais de 50 anos.

### Dolly Wilde
Dolly Wilde foi a sobrinha de Oscar Wilde e a última pessoa da família dele a carregar o sobrenome "Wilde". Ela era conhecida por sua inteligência epigramática, mas, ao contrário de seu tio famoso, nunca conseguiu aplicar seus dons em nenhuma publicação; suas cartas são a sua única herança. Ela fez alguns trabalhos como tradutora e foi muitas vezes apoiada por outros, incluindo Natalie Barney, a quem ela conheceu em 1927.
Assim como Vivien, Wilde parecia inclinada à auto-destruição. Ela bebia muito, era viciada em heroína, e tentou o suicídio várias vezes. Barney financiava desintoxicações, que nunca foram eficazes; ela saiu de uma estadia numa clínica de repouso com um novo vício em sonífero à base de paraldeído, então disponível em qualquer farmácia.
Em 1939, ela foi diagnosticada com câncer de mama, mas se recusou a fazer a cirurgia de retirada do seio, recorrendo a tratamentos alternativos ao invés disso. No ano seguinte, a Segunda Guerra Mundial a separou de Barney; ela fugiu de Paris para a Inglaterra, enquanto Barney foi para a Itália com Brooks. Ela morreu em 1941 de causas que nunca foram completamente explicadas, possivelmente uma overdose de paraldeído.

## Segunda Guerra Mundial e vida posterior
As atitudes de Barney durante a Segunda Guerra Mundial foram controversas. Em 1937, Una, a Lady Troubridge, se queixou de que Barney havia dito "um monte de frases meia-boca sem sentido sobre a tirania do fascismo". Barney era um oitavo judia e, ao se refugiar na Itália com Brooks, correu o risco de ser deportada para um campo de concentração, um destino que só foi evitado após ter obtido com sua irmã Laura um documento registrado em cartório atestando sua crisma. No entanto, não tendo outra fonte de informação sobre a guerra, ela acreditava na propaganda nazista, que retratava os Aliados como os agressores, logo o fascismo lhe parecia ser uma conseqüência lógica de seu pacifismo. Um livro de memórias não-publicado que ela escreveu durante os anos da Guerra é claramente pró-fascista e antissemita, citando os discursos de Hitler, aparentemente aprovando-os.
É possível que as passagens antissemitas em seu livro de memórias teriam o objetivo de serem utilizadas como prova de que ela não era judia; alternativamente, ela pode ter sido influenciada pelas transmissões antissemitas de Ezra Pound no rádio. Seja qual for o caso, ela ajudou um casal judeu a fugir da Itália, proporcionando-lhes uma passagem de navio para os Estados Unidos. Até o final da Guerra, sua visão mudou de lado e ela via os Aliados como libertadores da Europa.

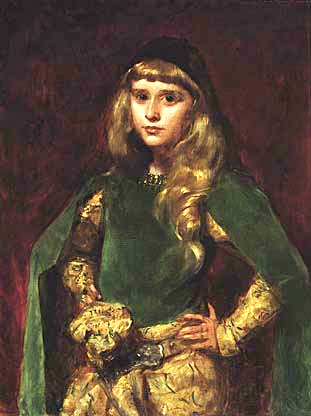
Esta pintura de Carolus-Duran de Natalie Barney aos dez anos de idade esteve pendurada na parede do salão dela no número 20 da Rue Jacob.

A Villa Trait d'Union foi destruída por um bombardeio. Após a Guerra, Brooks se recusou a voltar para Paris com Barney; ela permaneceu na Itália, e elas se visitavam com freqüência. O relacionamento delas permaneceu monogâmico até a metade da década de 1950, quando Barney conheceu sua última amante, Janine Lahovary, a esposa de um embaixador romeno aposentado. Lahovary fez questão de ganhar a amizade de Romaine Brooks, Barney garantiu a Brooks que o relacionamento delas ainda vinha em primeiro e o triângulo parecia ser estável.
O salão foi retomado em 1949 e continuou a atrair jovens escritores, para os quais era tanto um espaço de história quanto um lugar onde as reputações literárias eram construídas. Truman Capote foi um convidado intermitente por quase dez anos; ele descreveu a decoração como "totalmente virada do século" e lembrou que Barney lhe apresentou às figuras que serviram de modelo para vários personagens de Em Busca do Tempo Perdido de Marcel Proust. Alice B. Toklas tornou-se uma visitante regular após a morte de Gertrude Stein em 1946. As sextas-feiras da década de 1960 honraram Mary McCarthy e Marguerite Yourcenar que, em 1980—oito anos após a morte de Barney—tornou-se a primeira mulher membro da Academia Francesa.
Barney não voltou a escrever epigramas, mas publicou dois volumes de memórias sobre outros escritores que ela havia conhecido, Souvenirs Indiscrets (Memórias Indiscretas, 1960) e Traits et Portraits (Traços e Retratos, 1963). Ela também trabalhou no intuito de encontrar uma editora para publicar as memórias de Brooks e colocar as pinturas delas em galerias.
No final dos anos 1960, Brooks tornou-se cada vez mais reclusa e paranoica; ela mergulhou numa depressão e se recusava a ver os médicos que Barney enviava. Amargurada com a presença de Lahovary durante seus últimos anos, que ela esperava passar com exclusividade com Barney, ela finalmente pôs fim ao contato com ela. Barney continuou a escrever para ela, mas não recebia respostas. Brooks morreu em dezembro de 1970 e Barney em 2 de fevereiro de 1972 de insuficiência cardíaca.

## Legado

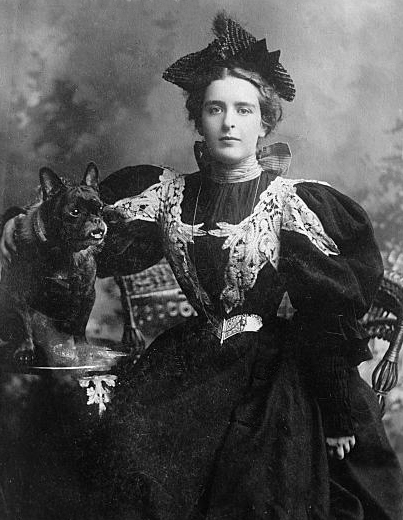
Retrato de Barney em sua juventude

Até o final de sua vida, a obra de Barney já havia sido esquecida. Em 1979, Nathalie Barney foi homenageada na instalação The Dinner Party, da artista feminista Judy Chicago. Na década de 1980, Barney começou a ser reconhecida por aquilo que Karla Jay chama de "antecipação quase sobrenatural" das preocupações das autoras feministas posteriores. Traduções em inglês de algumas de suas memórias, ensaios e epigramas surgiram em 1992, mas a maioria de suas peças e poemas permanecem sem tradução.
Sua influência indireta sobre a literatura, através de seu salão e de suas amizades, pode ser percebida pelo grande número de escritores que abordaram-na ou retrataram-na em suas obras. Claudine S'en Va (1903), de Colette, contém uma breve aparição de Barney como "Miss Flossie", ecoando o apelido que ela havia recebido anteriormente no romance Idylle Saphiquede de Liane de Pougy. Renée Vivien escreveu muitos poemas sobre ela, assim como um romance simbolista, Une Femme M'Apparut (Uma Mulher me Apareceu, 1904), no qual Barney é descrita como tendo "olhos tão nítidos e azuis como uma lâmina (...) O encanto de perigo emanava dela e chamou-me inexoravelmente". Remy de Gourmont se dirigiu a ela em suas Cartas à Amazona e Truman Capote a mencionou em Answered Prayers, seu romance inacabado. Ela também apareceu em dois romances posteriores de escritores que nunca a conheceram: Un Soir chez l'Amazone (Uma Tarde com a Amazona, 2004) de Francesco Rapazzini, um romance histórico sobre seu salão literário, e Minimax (1991) de Anna Livia, que retrata Barney e Brooks como vampiras que ainda não morreram.
De acordo com Lillian Faderman, "não houve provavelmente uma lésbica nas quatro décadas entre 1928 e o final da década de 1960 capaz de ler inglês ou qualquer uma das onze línguas para as quais o livro foi traduzido que não estava familiarizada com The Well of Loneliness". Embora a autora do romance, Radclyffe Hall, tenha escrito-o como um argumento a favor de uma maior tolerância para o que chamava de "invertidos sexuais", ele tem sido frequentemente criticado pelas leitoras lésbicas pelo auto-ódio de sua protagonista e pelo uso de termos como "aberração" e "erro da natureza". Barney, como a salonnière Valérie Seymour, aparece no romance como o símbolo de uma atitude diferente. "Valérie, plácida e auto-confiante, criou uma atmosfera de coragem; todos se sentiam muito normais e bravos quando se reuniam na casa de Valérie Seymour".
Lucie Delarue-Mardrus escreveu poemas de amor para Barney nos primeiros anos do século e, em 1930, descreveu-a no romance L'Ange et les Pervers (O Anjo e os Pervertidos), no qual ela disse ter "analisado e descrito Natalie em profundidade, bem como a vida em que ela me iniciou". O protagonista do romance é um hermafrodita chamado Marion que vive uma vida dupla, frequentando salões literários vestido de mulher e, em seguida, trocando de roupa para atender a saraus gays. Barney é Laurette Wells, uma salonnière que passa a maior parte do romance tentando reconquistar uma ex-amante vagamente baseada em Renée Vivien. O retrato que o livro faz de Barney é, às vezes, uma crítica áspera, mas ela é a única pessoa cuja companhia entretém Marion. Ele/ela diz a Wells que ela é "perversa... dissoluta, egocêntrica, injusta, teimosa, às vezes angustiante... [mas] uma verdadeira rebelde, sempre pronta para incitar os outros à rebelião... Você é capaz de amar uma pessoa assim como ela é, até mesmo um ladrão—nisso reside a sua fidelidade. E então você tem o meu respeito".

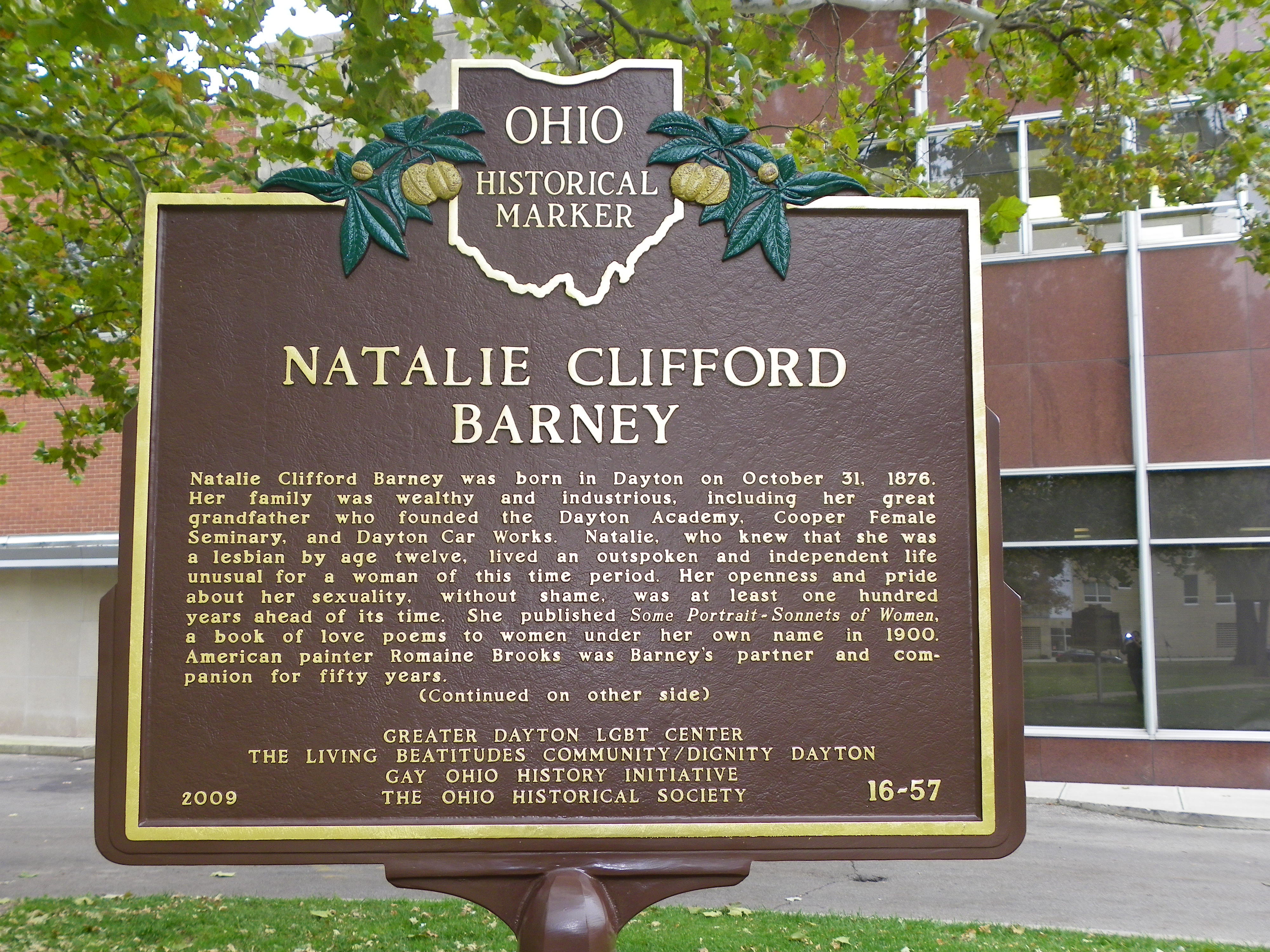
Placa em homenagem a Barney no Cooper Park de Dayton

Após conhecer Barney na década de 1930, a poetisa russa Marina Tsvetaeva se dirigiu a ela em Carta à Amazona (1934), onde expressa seus sentimentos conflitantes sobre o amor entre mulheres. O resultado, de acordo com o estudioso literário Terry Castle, é "uma peça de devaneio totalmente enigmática, paranoica e esmagadora".
Barney e as mulheres de seu círculo social são o tema de Ladies Almanack (1928) de Djuna Barnes, um roman à clef escrito em um estilo arcaico, à la François Rabelais, com ilustrações de Barney no estilo de xilogravuras elisabetanas. Ela tem o papel principal como Dame Evangeline Musset. "Uma pioneira e uma ameaça em sua juventude, Dame Musset atingiu "um espirituoso e erudito 50° ano"; Ela resgata mulheres em dificuldades, dispensa a sabedoria e, após a sua morte, é elevada à santidade. Também aparecem sob pseudônimo na obra Elisabeth de Gramont, Romaine Brooks, Dolly Wilde, Radclyffe Hall e sua parceira Una, a Lady Troubridge, Janet Flanner, Solita Solano e Mina Loy. A linguagem obscura, as piadas internas e a ambiguidade de Ladies Almanack mantiveram os críticos argumentando sobre se é uma sátira carinhosa ou um ataque amargo, mas Barney adorou o livro e o releu durante toda sua vida.
Em 26 de outubro de 2009, Barney foi homenageada com uma placa em sua cidade natal de Dayton, no estado de Ohio. A placa foi a primeira de Ohio a observar a orientação sexual de um homenageado. Ela foi vandalizada em julho de 2010.

## Obras

### Em francês
- Quelques Portraits-Sonnets de Femmes (Paris: Ollendorf, 1900)
- Cinq Petits Dialogues Grecs (Paris: La Plume, 1901; as "Tryphé")
- Actes et entr'actes (Paris: Sansot, 1910)
- Je me souviens (Paris: Sansot, 1910)
- Eparpillements (Paris: Sansot, 1910)
- Pensées d'une Amazone (Paris: Emile Paul, 1920)
- Aventures de l'Esprit (Paris: Emile Paul, 1929)
- Nouvelles Pensées de l'Amazone (Paris: Mercure de France, 1939)
- Souvenirs Indiscrets (Paris: Flammarion, 1960)
- Traits et Portraits (Paris: Mercure de France, 1963)

### Em inglês
- Poems & Poèmes: Autres Alliances (Paris: Emile Paul, New York: Doran, 1920) – coleção bilíngue de poesia
- The One Who Is Legion (Londres: Eric Partridge, Ltd., 1930; Orono, Maine: National Poetry Foundation, 1987)

### Livros sobre Natalie Barney
- Jay, Karla (1988). The Amazon and the Page. Bloomington: Indiana University Press. ISBN 0-253-20476-3
- Rodriguez, Suzanne (2002). Wild Heart: A Life: Natalie Clifford Barney and the Decadence of Literary Paris. New York: HarperCollins. ISBN 0-06-093780-7
- Souhami, Diana (2005). Wild Girls: Paris, Sappho, and Art: The Lives and Loves of Natalie Barney and Romaine Brooks. New York: St. Martin's Press. ISBN 0-312-34324-8
- Wickes, George (1976). The Amazon of Letters. New York: Putnam. ISBN 0-399-11864-0

### Outros
- «Alice Pike Barney: Biography». Smithsonian American Art Museum. Consultado em 3 de setembro de 2006
- Barnes, Djuna (1992). Ladies Almanack. New York: New York University Press. ISBN 0-8147-1180-4
- Barney, Natalie Clifford (1992). Adventures of the Mind. New York: New York University Press. ISBN 0-8147-1178-2
- Barney, Natalie Clifford (1992). A Perilous Advantage: The Best of Natalie Clifford Barney. Norwich, VT: New Victoria Publishers Inc. ISBN 0-934678-38-3
- Benstock, Shari (1986). Women of the Left Bank: Paris, 1900–1940. Texas: University of Texas Press. ISBN 0-292-79040-6
- Bonnevier, Katarina (2007). Behind Straight Curtains: towards a queer feminist theory of architecture. Stockholm: Axl Books. ISBN 978-91-975901-6-7
- Castle, Terry (2003). The Literature of Lesbianism. New York: Columbia University Press. ISBN 0-231-12510-0
- Colette (2000). The Pure and the Impure. New York: New York Review of Books. ISBN 0-940322-48-X
- Conley, John J. (2002). The Suspicion of Virtue: Women Philosophers in Neoclassical France. Ithaca: Cornell University Press. ISBN 0-8014-4020-3
- Conover, Anne (2001). Olga Rudge and Ezra Pound: "What Thou Lovest Well...". New Haven & London: Yale University Press. ISBN 0-300-08703-9
- Delarue-Mardrus, Lucie (1995). The Angel and the Perverts. New York: New York University Press. ISBN 0-8147-5098-2
- Denkinger, Marc (dezembro de 1937). «Remy de Gourmont Critique». Modern Language Association. PMLA. 52 (4): 1147. JSTOR 458509. doi:10.2307/458509
- Faderman, Lillian (1981). Surpassing the Love of Men. New York: William Morrow & Co. ISBN 0-688-00396-6
- Flanner, Janet (1979). Paris was Yesterday: 1925–1939. New York: Penguin. ISBN 0-14-005068-X
- Hall, Radclyffe (1981). The Well of Loneliness. New York: Avon. ISBN 0-380-54247-1
- Haskell, Susan; Zora Martin Felton. «Record Unit 7473, Alice Pike Barney Papers, circa 1889–1995». Smithsonian Institution Archives. Consultado em 3 de setembro de 2006
- Inness, Sherrie A. (20 de outubro de 2005). «Novel: Lesbian». glbtq: An Encyclopedia of Gay, Lesbian, Bisexual, Transgender, and Queer Culture. Consultado em 19 de setembro de 2006. Arquivado do original em 1 de setembro de 2006
- Kling, Jean L. (1994). Alice Pike Barney: Her Life and Art. Washington, DC: Smithsonian Institution Press. p. 24. ISBN 1-56098-344-2
- Livia, Anna (1995). "Introduction: Lucie Delarue-Mardrus and the Phrenetic Harlequinade." In Delarue-Mardrus, 1–60.
- Livia, Anna (1992). "The Trouble with Heroines: Natalie Clifford Barney and Anti-Semitism." In Barney, A Perilous Advantage, 181–193.
- Lockard, Ray Anne (2002). «Brooks, Romaine». glbtq: An Encyclopedia of Gay, Lesbian, Bisexual, Transgender, and Queer Culture. Consultado em 21 de setembro de 2006. Arquivado do original em 8 de março de 2007
- Love, Heather (verão de 2000). «Hard Times and Heartaches: Radclyffe Hall's The Well of Loneliness». Journal of Lesbian Studies. 4 (2): 115–128. doi:10.1300/J155v04n02_08
- Rapazzini, Francesco (outono de 2005). «Elisabeth de Gramont, Natalie Barney's 'eternal mate'». Johns Hopkins University Press. South Central Review. 22 (3). doi:10.1353/scr.2005.0053
- Schenkar, Joan (2000). Truly Wilde: The Unsettling Story of Dolly Wilde, Oscar's Unusual Niece. New York: Basic Books. ISBN 0-465-08772-8
- Secrest, Meryle (1974). Between Me and Life: A Biography of Romaine Brooks. Garden City, NY: Doubleday. p. 275. ISBN 0-385-03469-5
- Souhami, Diana (1999). The Trials of Radclyffe Hall. New York: Doubleday. ISBN 0-385-48941-2
- Stimpson, Catharine R. (inverno de 1981). «Zero Degree Deviancy: The Lesbian Novel in English». Critical Inquiry. 8 (2): 363–379. JSTOR 1343168. doi:10.1086/448159
- Weiss, Andrea (1995). Paris Was a Woman: Portraits From the Left Bank. San Francisco: Harper San Francisco. ISBN 0-06-251313-3